# Gratibus
Gratibus est une commune française située dans le département de la Somme, en région Hauts-de-France.

## Géographie

### Localisation
Gratibus est un village picard situé au sein de la région naturelle du Santerre et du pays de l'Amiénois.
À vol d'oiseau, la localité est située à 5 km au nord-ouest de Montdidier, 10 km au sud-est de Moreuil, 18 km à l'ouest de Roye, 29 km au sud-est d'Amiens, 36 km au nord-ouest de Compiègne et à 43 km au nord-est de Beauvais.
Le territoire de la commune est limitrophe de ceux de sept communes.
Les communes limitrophes sont  Bouillancourt-la-Bataille, Boussicourt, Courtemanche, Fignières, Fontaine-sous-Montdidier, Marestmontiers et Trois-Rivières.
[23:19]

### Sol, sous-sol, hydrographie, relief
Des prairies marécageuses sur sol tourbeux s'étendent dans la partie ouest du village. À l'est, sur la partie en pente, et au sud-est, la craie affleure, marneuse en partie basse, blanche en partie haute. Les terrains sont relativement secs, des bancs de silex sont présents à l'est et le limon argileux couvre le plateau, favorable aux céréales.
Le territoire communal est plutôt accidenté. Le plateau est bordé par des pentes raides vers la vallée des Doms, à l'ouest. Le point culminant du village se trouve en limite sud (112 m), le point le plus bas est situé au fond de la vallée.
Dans les terres basses des marais et les prés marécageux, des sources sont actives à la fin du XIXe siècle. Un abreuvoir communal est d'ailleurs alimenté grâce à l'une d'entre elles. La nappe alimentant les puits est à une faible profondeur, surtout à l'ouest du territoire. Un cours d'eau permanent, la rivière des Doms, se jette dans l'Avre, affluent de la Somme. Les eaux de pluie s'infiltrent facilement dans ce sol crayeux, le ruissellement alimente la rivière.

## Urbanisme

### Typologie
Au 1er janvier 2024, Gratibus est catégorisée commune rurale à habitat dispersé, selon la nouvelle grille communale de densité à sept niveaux définie par l'Insee en 2022.
Elle est située hors unité urbaine. Par ailleurs la commune fait partie de l'aire d'attraction de Montdidier, dont elle est une commune de la couronne,. Cette aire, qui regroupe 23 communes, est catégorisée dans les aires de moins de 50 000 habitants,.

### Occupation des sols
L'occupation des sols de la commune, telle qu'elle ressort de la base de données européenne d'occupation biophysique des sols Corine Land Cover (CLC), est marquée par l'importance des territoires agricoles (85,6 % en 2018), une proportion identique à celle de 1990 (85,6 %). La répartition détaillée en 2018 est la suivante : 
terres arables (79 %), zones humides intérieures (7,6 %), zones agricoles hétérogènes (6,6 %), zones urbanisées (5,9 %), forêts (0,9 %). L'évolution de l'occupation des sols de la commune et de ses infrastructures peut être observée sur les différentes représentations cartographiques du territoire : la carte de Cassini (XVIIIe siècle), la carte d'état-major (1820-1866) et les cartes ou photos aériennes de l'IGN pour la période actuelle (1950 à aujourd'hui).

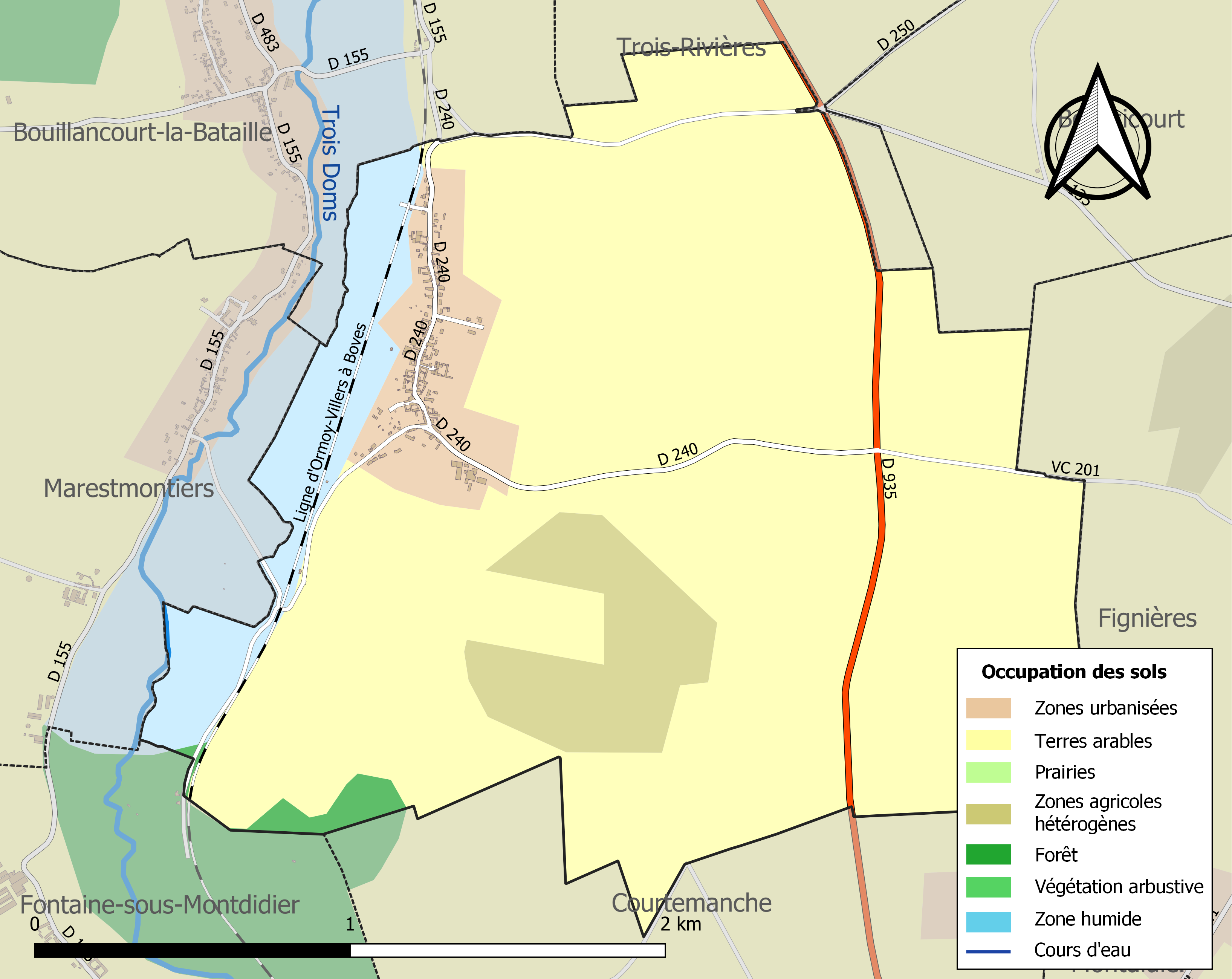
Carte des infrastructures et de l'occupation des sols de la commune en 2018 (CLC).

### Hydrographie

#### Réseau hydrographique
La commune est située dans le bassin Artois-Picardie. Elle est drainée par les Trois Doms, la Petite Rivière et la rivière des Trois doms,.
Les Trois Doms, d'une longueur de 20 km, prend sa source dans la commune de Dompierre, à 83 mètres d'altitude, et se jette  dans l'Avre à Trois-Rivières, après avoir traversé douze communes.

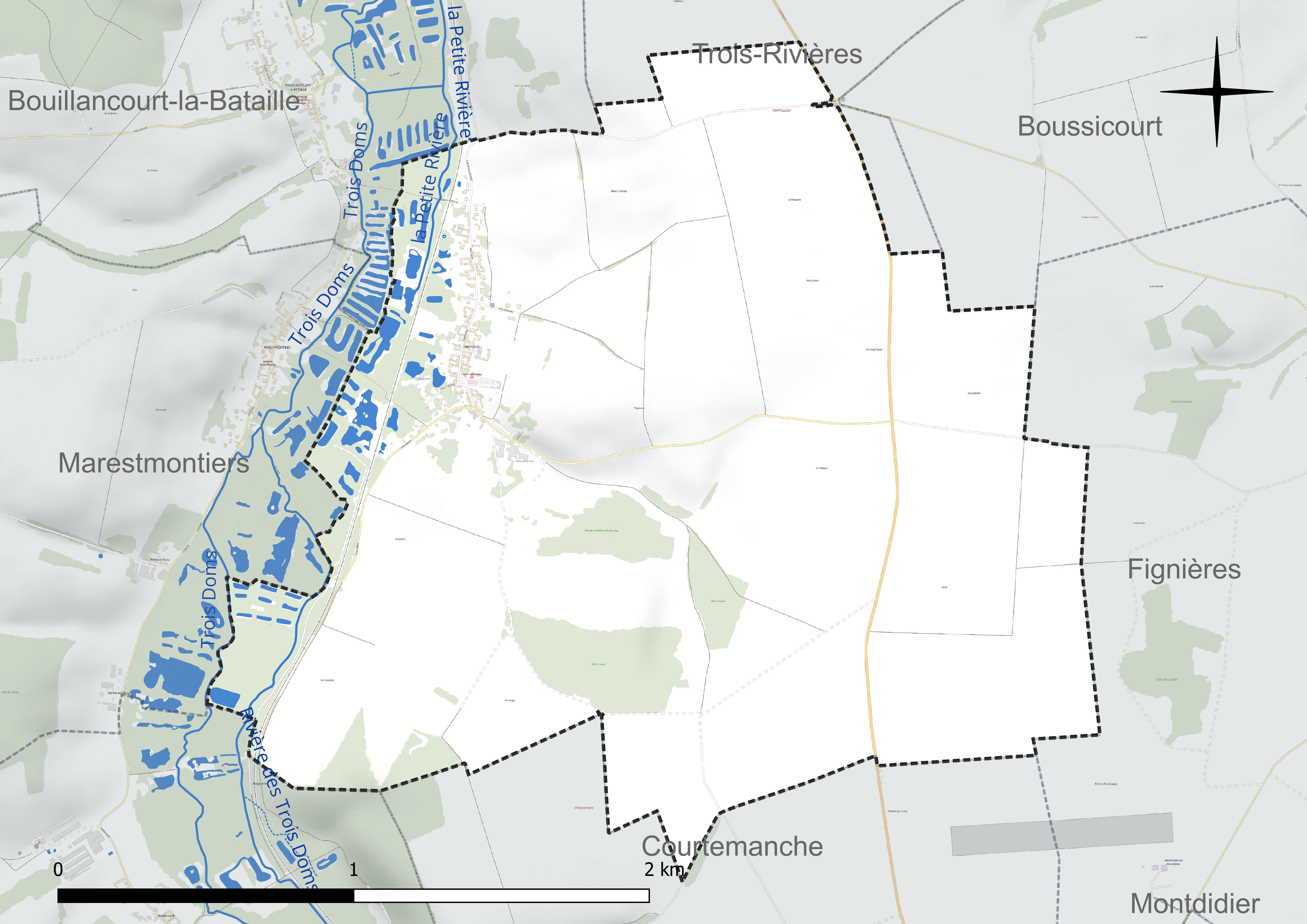
Réseau hydrographique de Gratibus.

#### Gestion et qualité des eaux
Le territoire communal est couvert par le schéma d'aménagement et de gestion des eaux (SAGE) « Somme aval et Cours d'eau côtiers ». Ce document de planification concerne un territoire de 1 835 km2 de superficie, délimité par le bassin versant de la Somme canalisée. Le périmètre a été arrêté le 29 avril 2010 et le SAGE proprement dit a été approuvé le 6 août 2019. La structure porteuse de l'élaboration et de la mise en œuvre est le syndicat mixte d'aménagement hydraulique du bassin versant de la Somme (AMEVA).
La qualité des cours d'eau peut être consultée sur un site dédié géré par les agences de l'eau et l'Agence française pour la biodiversité.

### Climat
Pour des articles plus généraux, voir Climat des Hauts-de-France et Climat de la Somme.
En 2010, le climat de la commune est de type climat océanique dégradé des plaines du Centre et du Nord, selon une étude du CNRS s'appuyant sur une série de données couvrant la période 1971-2000. En 2020, Météo-France publie une typologie des climats de la France métropolitaine dans laquelle la commune est exposée à un climat océanique et est dans la région climatique Nord-est du bassin Parisien, caractérisée par un ensoleillement médiocre, une pluviométrie moyenne régulièrement répartie au cours de l'année et un hiver froid (3 °C).
Pour la période 1971-2000, la température annuelle moyenne est de 10,5 °C, avec une amplitude thermique annuelle de 14,2 °C. Le cumul annuel moyen de précipitations est de 662 mm, avec 11 jours de précipitations en janvier et 8,1 jours en juillet. Pour la période 1991-2020, la température moyenne annuelle observée sur la station météorologique la plus proche, située sur la commune de Godenvillers à 11 km à vol d'oiseau, est de 11,1 °C et le cumul annuel moyen de précipitations est de 701,9 mm,. Pour l'avenir, les paramètres climatiques de la commune estimés pour 2050 selon différents scénarios d'émission de gaz à effet de serre sont consultables sur un site dédié publié par Météo-France en novembre 2022.

## Toponymie
Le nom de la localité est attesté sous les formes Gratibus en 1301 ; Gratisous en 1710 ; Gratibar en 1761.
« Bus » signifiant « bois », le nom du village, déjà relevé dans sa forme actuelle en 1301, pourrait être issu des bois qui couvraient une partie du territoire autrefois.

## Histoire
Artus de Longueval, maïeur d'Amiens était le seigneur de Gratibus en 1470.
Le roi prescrivant la saisie des biens des protestants, en 1568, Charles de Monvoisin prend possession de la terre du village.
En 1636 et en 1653, les Espagnols mettent à mal le village et l'incendient.
Le curé local prête serment en 1791.
En 1814 et 1815, les Cosaques imposent des réquisitions aux habitants.
Pendant la guerre de 1870, les Allemands réquisitionnent à nouveau ;  un jeune de la commune meurt prisonnier en Allemagne.

## Politique et administration
| Période                                  | Période                      | Identité       | Étiquette | Qualité     |
| ---------------------------------------- | ---------------------------- | -------------- | --------- | ----------- |
| Les données manquantes sont à compléter. |                              |                |           |             |
| juin 1995                                | mai 2020                     | Gérard Briatte |           | Retraité    |
| juillet 2020                             | En cours (au 8 octobre 2020) | Hubert Dehaspe |           | Cultivateur |

## Population et société

### Démographie
L'évolution du nombre d'habitants est connue à travers les recensements de la population effectués dans la commune depuis 1793. Pour les communes de moins de 10 000 habitants, une enquête de recensement portant sur toute la population est réalisée tous les cinq ans, les populations de référence des années intermédiaires étant quant à elles estimées par interpolation ou extrapolation. Pour la commune, le premier recensement exhaustif entrant dans le cadre du nouveau dispositif a été réalisé en 2004.

En 2022, la commune comptait 178 habitants, en évolution de −2,73 % par rapport à 2016 (Somme : −1,26 %, France hors Mayotte : +2,11 %).
| 1793 | 1800 | 1806 | 1821 | 1831 | 1836 | 1841 | 1846 | 1851 |
| ---- | ---- | ---- | ---- | ---- | ---- | ---- | ---- | ---- |
| 208  | 194  | 204  | 220  | 232  | 237  | 234  | 237  | 238  |

| 1856 | 1861 | 1866 | 1872 | 1876 | 1881 | 1886 | 1891 | 1896 |
| ---- | ---- | ---- | ---- | ---- | ---- | ---- | ---- | ---- |
| 213  | 207  | 200  | 205  | 190  | 188  | 190  | 183  | 173  |

| 1901 | 1906 | 1911 | 1921 | 1926 | 1931 | 1936 | 1946 | 1954 |
| ---- | ---- | ---- | ---- | ---- | ---- | ---- | ---- | ---- |
| 156  | 162  | 140  | 130  | 127  | 133  | 125  | 124  | 174  |

| 1962 | 1968 | 1975 | 1982 | 1990 | 1999 | 2004 | 2006 | 2009 |
| ---- | ---- | ---- | ---- | ---- | ---- | ---- | ---- | ---- |
| 124  | 122  | 101  | 135  | 148  | 172  | 171  | 165  | 169  |

| 2014 | 2019 | 2022 | - | - | - | - | - | - |
| ---- | ---- | ---- | - | - | - | - | - | - |
| 185  | 179  | 178  | - | - | - | - | - | - |

En 1899, la seule population éparse consiste en deux familles assurant le service de garde-barrière le long de la voie ferrée et comptant ensemble huit personnes. L'une d'entre elles se tient à 1 km du centre de l'agglomération alors que l'autre en est éloignée de 300 m.

### Vie associative
En 2021 et depuis quarante ans a lieu une brocante en septembre. Un rassemblement de voitures vintage anime la manifestation.

## Culture locale et patrimoine

### Lieux et monuments
- Église Sainte-Barbe.
- Croix de cimetière en pierre avec colonne à base gothique, caractéristique du XVIe siècle[31].
- Calvaire en mosaïque qui en remplace un autre, détruit par faits de guerre, au carrefour du village[31].
- Monument au 19e bataillon de chasseurs à pied, situé au bord de la D935, reliant Montdidier à Moreuil, inauguré par les anciens du 19e B.C.P., en 1936. Démonté en 1940, il fut remis en place en 1949 et rénové en 2017.

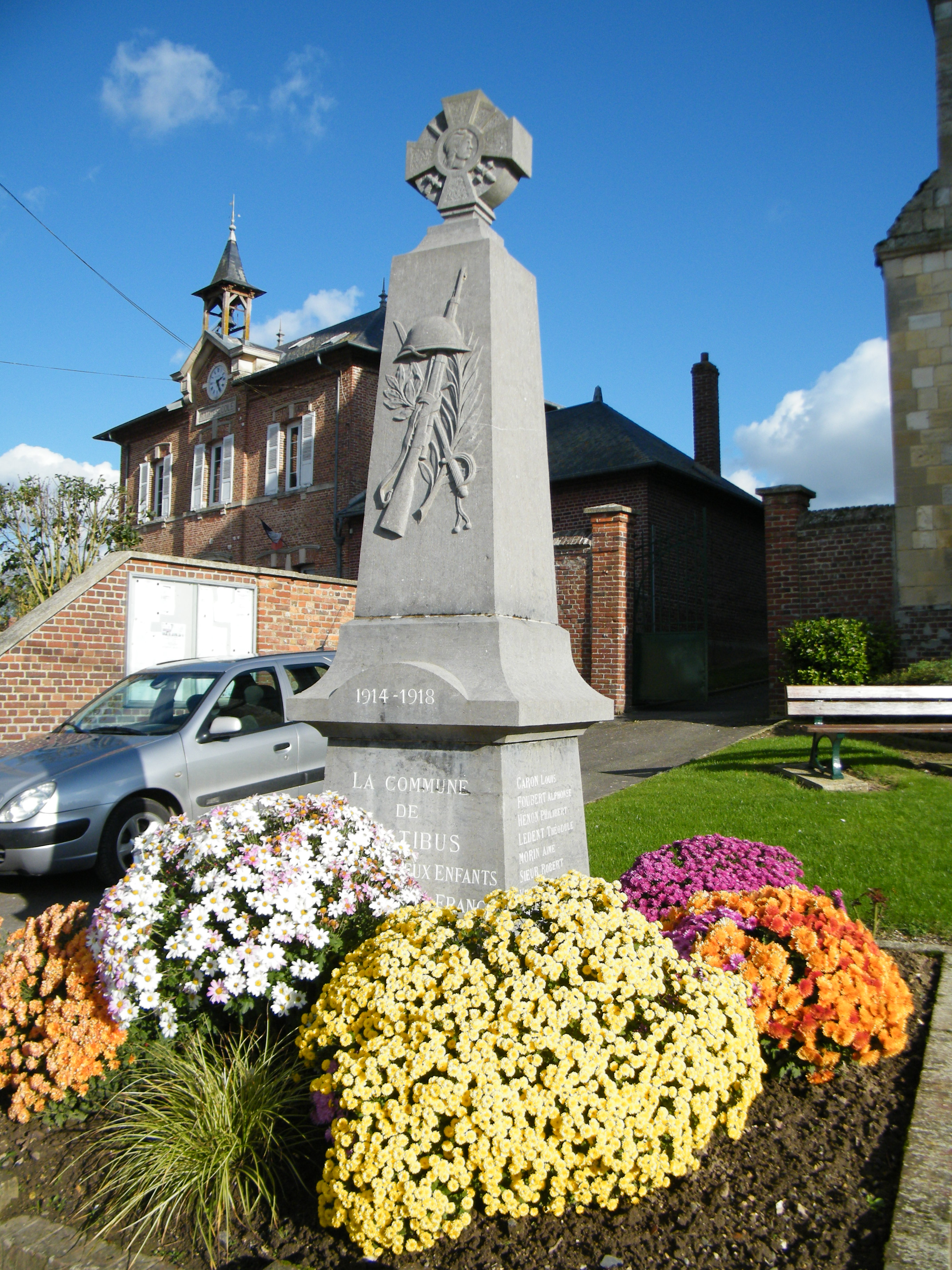
Monument.
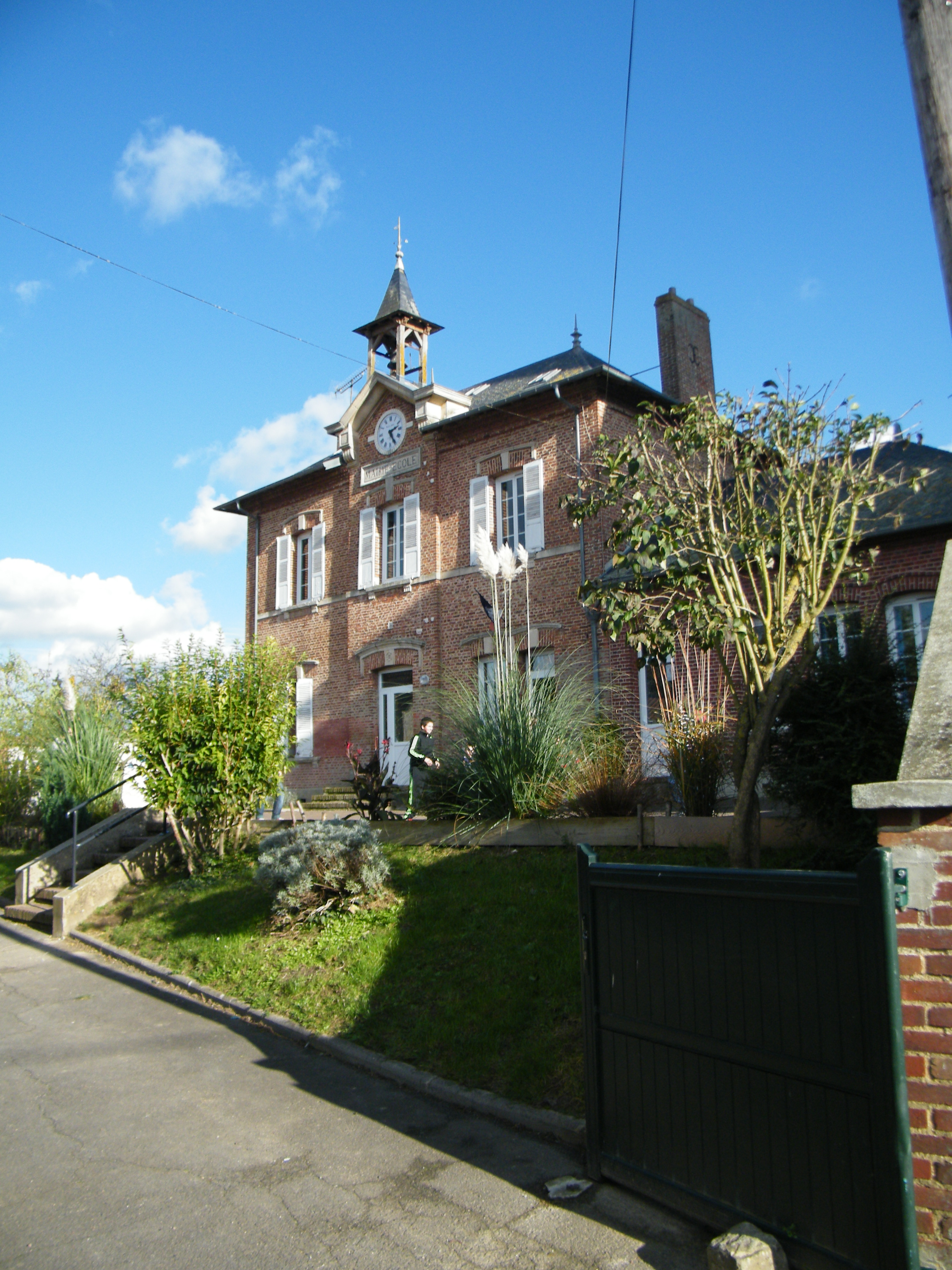
Mairie-école.
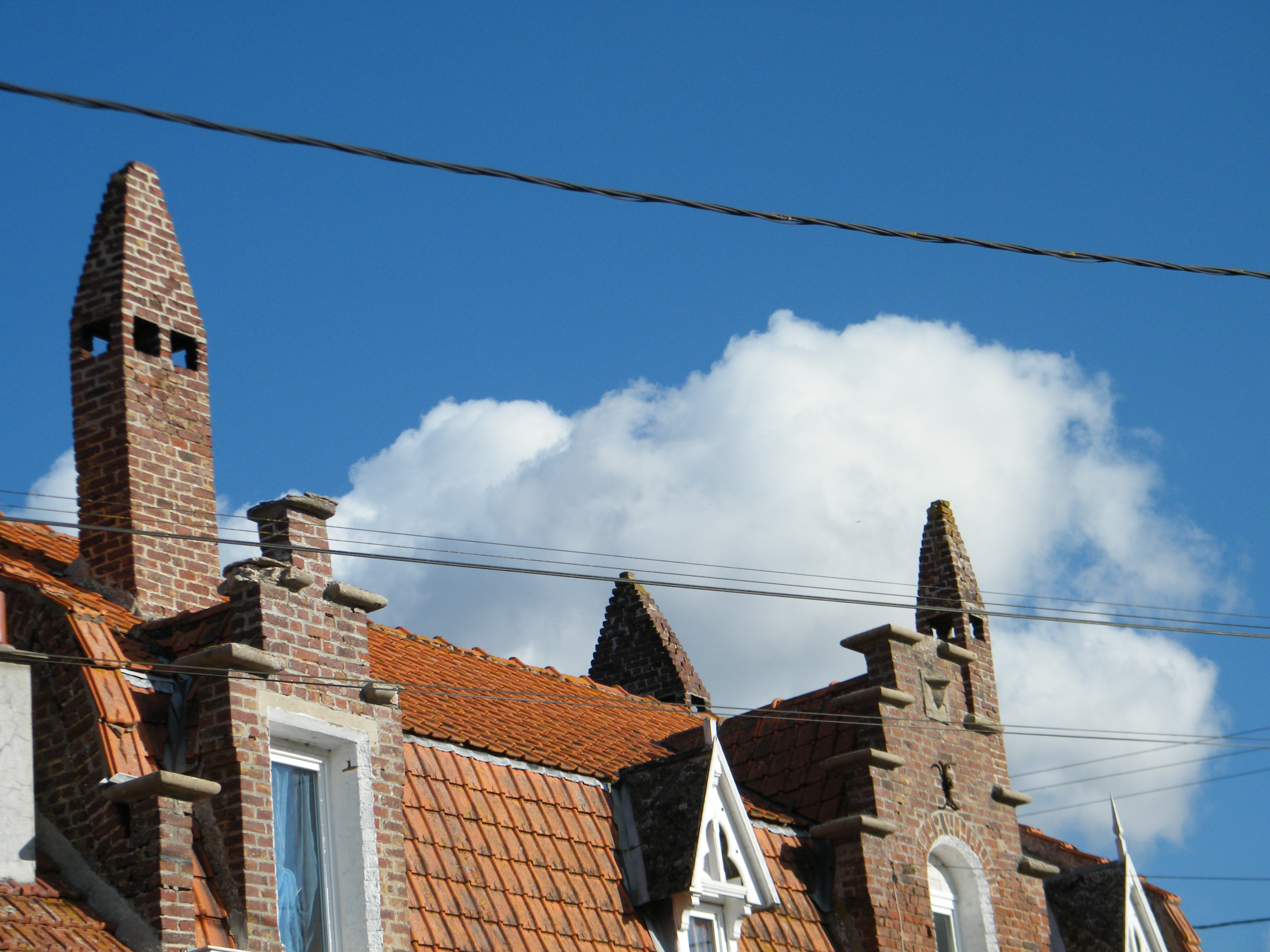
Cheminées particulières.
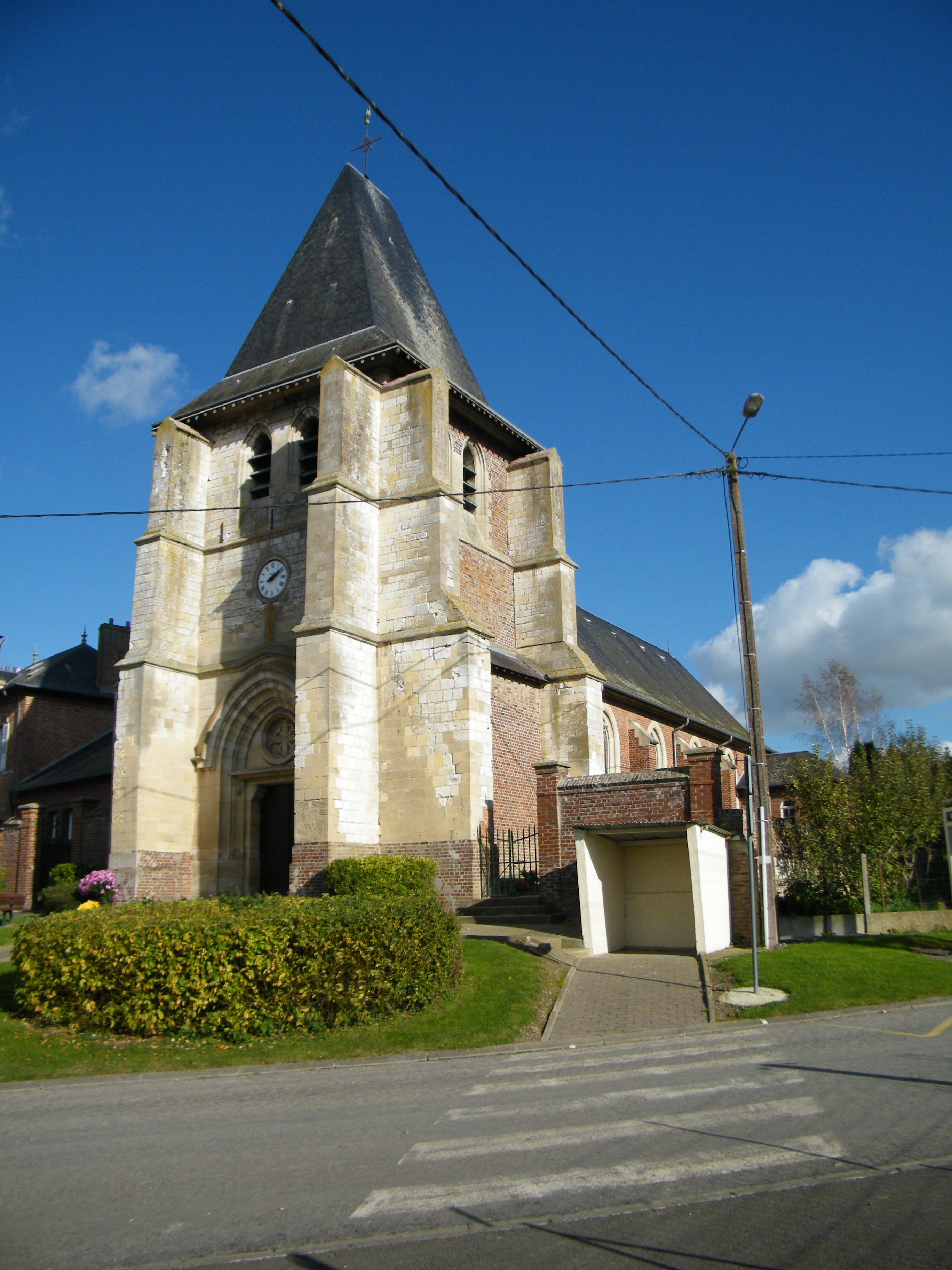
Autre vue de Sainte-Barbe.
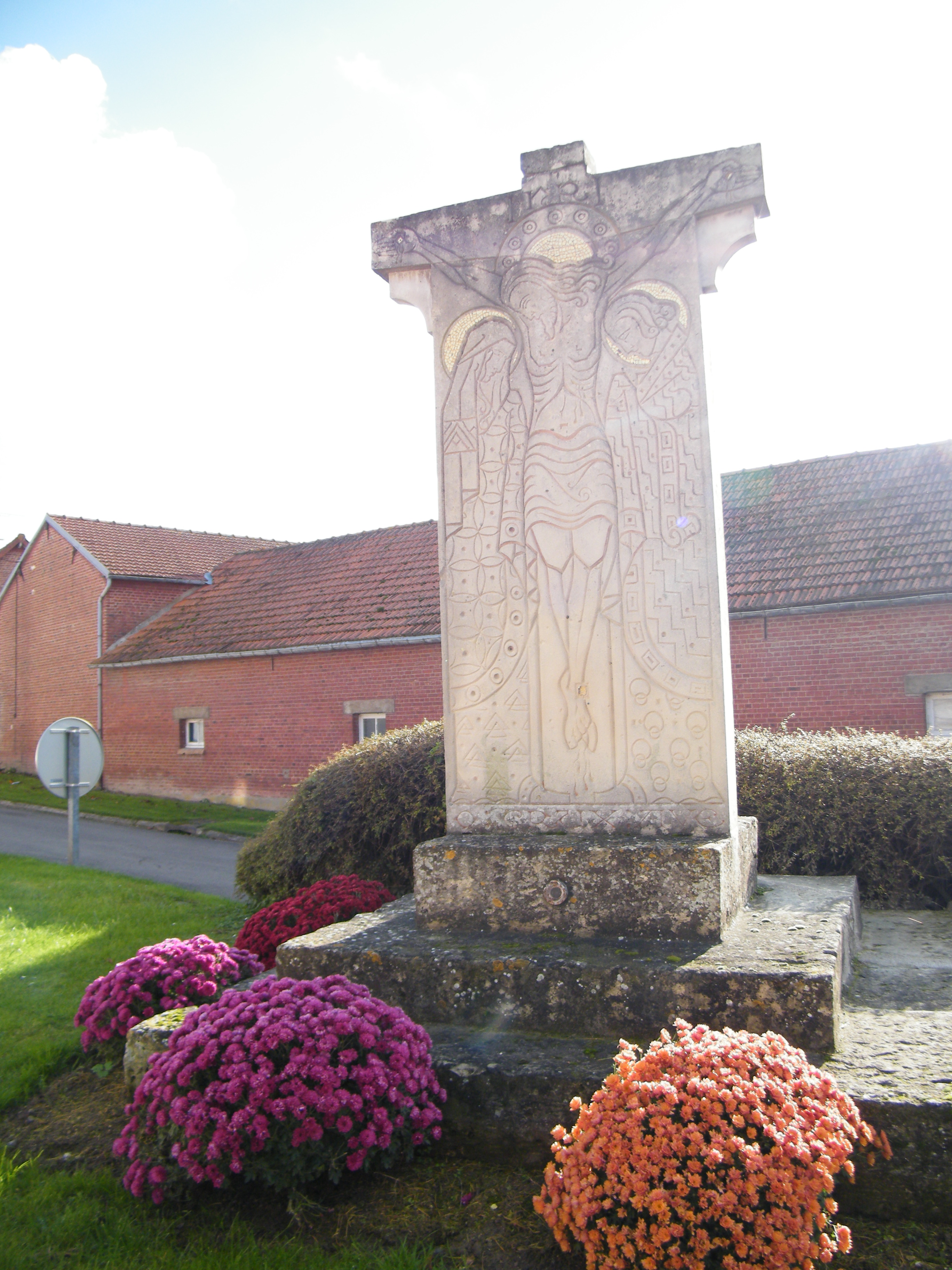
Calvaire en mosaïque.